# Емилия Кралева
Емилия Иванова Кралева е българска професионална дипломатка, заемаща длъжността извънреден и пълномощен посланик на България в Гърция.
През 1988 година завършва Софийския университет „Св. Климент Охридски“ с първа специалност „История“ и втора специалност „Английски език“.
Постъпва в Министерството на външните работи на България през декември 1992 г. Работи като дипломатически служител в МВнР: в управление „Югоизточна Европа“, дирекция „Евроинтеграция“, дирекция „ВКП“. На задгранична работа е в посолствата на България в Атина и Лондон.
От септември 2009 година е началник на отдел „Обща външна политика и политика за сигурност“ в дирекция „Политически въпроси“ и европейски кореспондент на МВнР.
Връчва акредитивните си писма като посланик на България в Гърция на 29 май 2012 г.